# Jakob Andreas Porte
Jakob Andreas Porte oder Jaques Andrè Porte (auch Jakob Andreas Porte; * 8. Dezember 1706 in Genf; † 8. Juni 1787 in Rinteln) war ein Sprachwissenschaftler, reformierter Theologe und Geistlicher. 

## Leben
Porte war Sohn eines Schneiders. Er absolvierte in Genf die Schule. 1723 nahm er das Studium an der Genfer Akademie auf. 1731 wurde er zudem als Kandidat des geistlichen Amtes aufgenommen. Am 25. Oktober 1732 erfolgte in Genf seine Ordination. Ab 1736 war er als Lehrer am Collège de Genève tätig, bevor er 1743 einen Ruf als Prediger in die französische Gemeinde in Marburg erhielt. Bevor er diese Stelle antreten konnte, musste er sich in Hessen erneut einem theologischen Examen unterziehen. 1744 wurde ihm die Gemeinde in Marburg übertragen, im August 1744 zusätzlich noch die von Todenhausen. 1748/1749 übernahm er außerdem das Amt des Metropoliten in Rauschenberg. 1749 erhielt er einen Ruf nach Maastricht. Um Porte zu halten, verlieh ihm der Statthalter und spätere Landgraf Wilhelm VIII. von Hessen-Kassel zusätzlich eine Stelle als außerordentlicher Professor der französischen Sprache an der Universität Marburg sowie eine Gehaltserhöhung.
Porte ließ sich im Juli 1753 auf eigenen Antrag, um der Doppelbelastung von Lehr- und geistlichem Amt zu entkommen, aus dem Staatsdienst in Hessen-Kassel entlassen und wurde französischer Pfarrer in Friedrichsdorf. Von dort kam er 1755 als Pfarrer nach Offenbach am Main, bevor er 1757 Pfarrer der französischen Gemeinde in Burg (bei Magdeburg) wurde. 1762 sollte er auf die Bitte seines Vaters nach Genf zurückkommen. Auf der Reise nach Genf traf er in Braunschweig den Landgrafen Friedrich II. von Hessen-Kassel, der ihm die Übernahme einer Stelle als ordentlicher Professor der französischen Sprache an der Universität Rinteln anbot. Aufgrund der Kriegsgefahr nahm Porte das Angebot an. Am 20. September 1762 erhielt er schließlich das Amt, in dem er bis zu seinem Tod wirkte.
Porte war studierter Theologe, gilt aber als bedeutender Sprachwissenschaftler im deutschen Raum seiner Zeit.

## Werke (Auswahl)
- Graecae linguae radices praecipuae ordine Alphabetico digestae. Genf, 1741.
- Racines latines, choisies & rangées selon leurs terminaisons, selon les parties du Discours & selon les régles de la Grammaire, Genf 1742.
- Introduction simple & aisée à la Grammaire latine, où les principes de la langue sont exposés methodiquement en françois & en latin, avec des notes & des observations qui expliquent les termes de la Grammaire, & qui en é endent les regles, Genf 1742.
- Sermon Funébre Sur La Mort De Frederic I. Roi De Suede, Des Goths, & Des Vandales, &c. &c. &c. Landgrave De Hesse &c. &c. &c., Broenner, Frankfurt am Main 1751.